# Platyzoa
Platyzoa je skupina živočišných kmenů, která zahrnuje ploštěnce (Plathelmithes) a jim podobné prvoústé. Dříve byla považována za samostatnou skupinu vedle lofotrochozoí a ecdysozoí, nyní je řazena přímo do lofotrochozoí. Je zpravidla považována za monofyletickou, i když nová studie z r. 2014 to zpochybňuje.

## Seznam kmenů
- Kmen: lilijicovci (Myzostomida) – příslušnost do skupiny Platyzoa je nejistá
- Kmen: ploštěnci (Plathelminthes)
- Kmen: břichobrvky (Gastrotricha)
  - Podkmen: lepavenky (Macrodasyida)
  - Podkmen: vidlenky (Chaetonotida)
- Kmen: Kamptozoa (mechovnatci Entoprocta + vířníkovci Cycliophora)
- Kmen: čelistovci (Gnathifera)
  - Podkmen: čelistovky (Gnathostomulida)
  - Podkmen: oknozubky (Micrognathozoa)
  - Podkmen: Syndermata (vířníci Rotifera + vrtejši Acanthocephala + žábrovci Seisonida)